# Aguilar de Campos
Pour les articles homonymes, voir Aguilar.
Aguilar de Campos est une commune dans le centre nord-ouest de l'Espagne, dans la province de Valladolid de la communauté autonome de Castille-et-León.

## Géographie

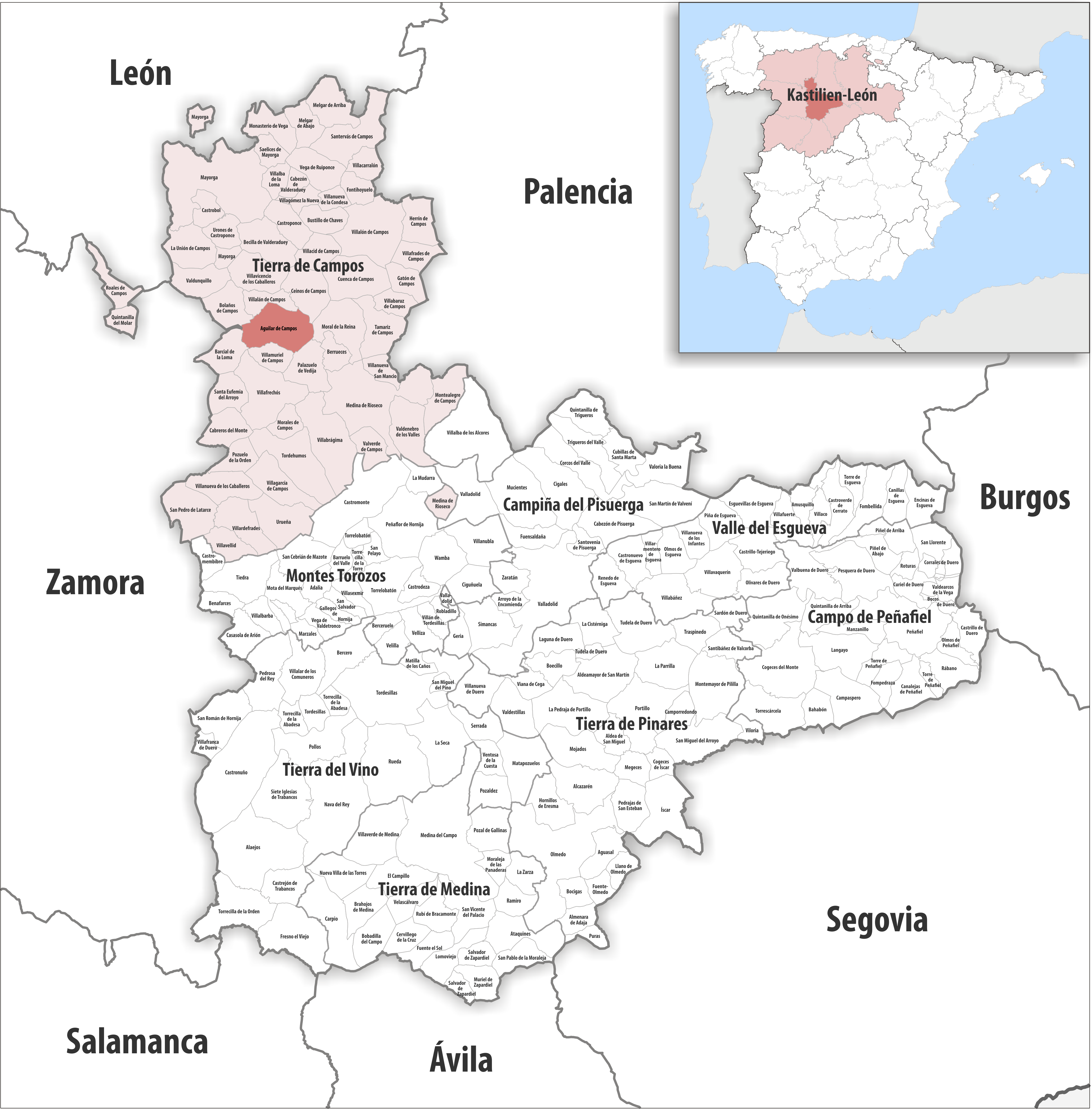
Aguilar de Campos dans la comarque Tierra de Campos, province de Valladolid / région de Castille-et-León

### Localisation
La commune d'Aguilar de Campos se trouve dans le nord de la province de Valladolid et à peu près au centre de la comarque Tierra de Campos.
Valladolid est à 59 km sud-est ;
Madrid à 254 km sud-est ;
Gibraltar à 817 km sud (distances par route).

## Sites et patrimoine
- Rollo de Justicia
- Chapelle de la Virgen de las Fuentes
- Église San Andrés (es)
- Église Santa María
- Aguilar de Campos a un quartier de maisons troglodytes[3].

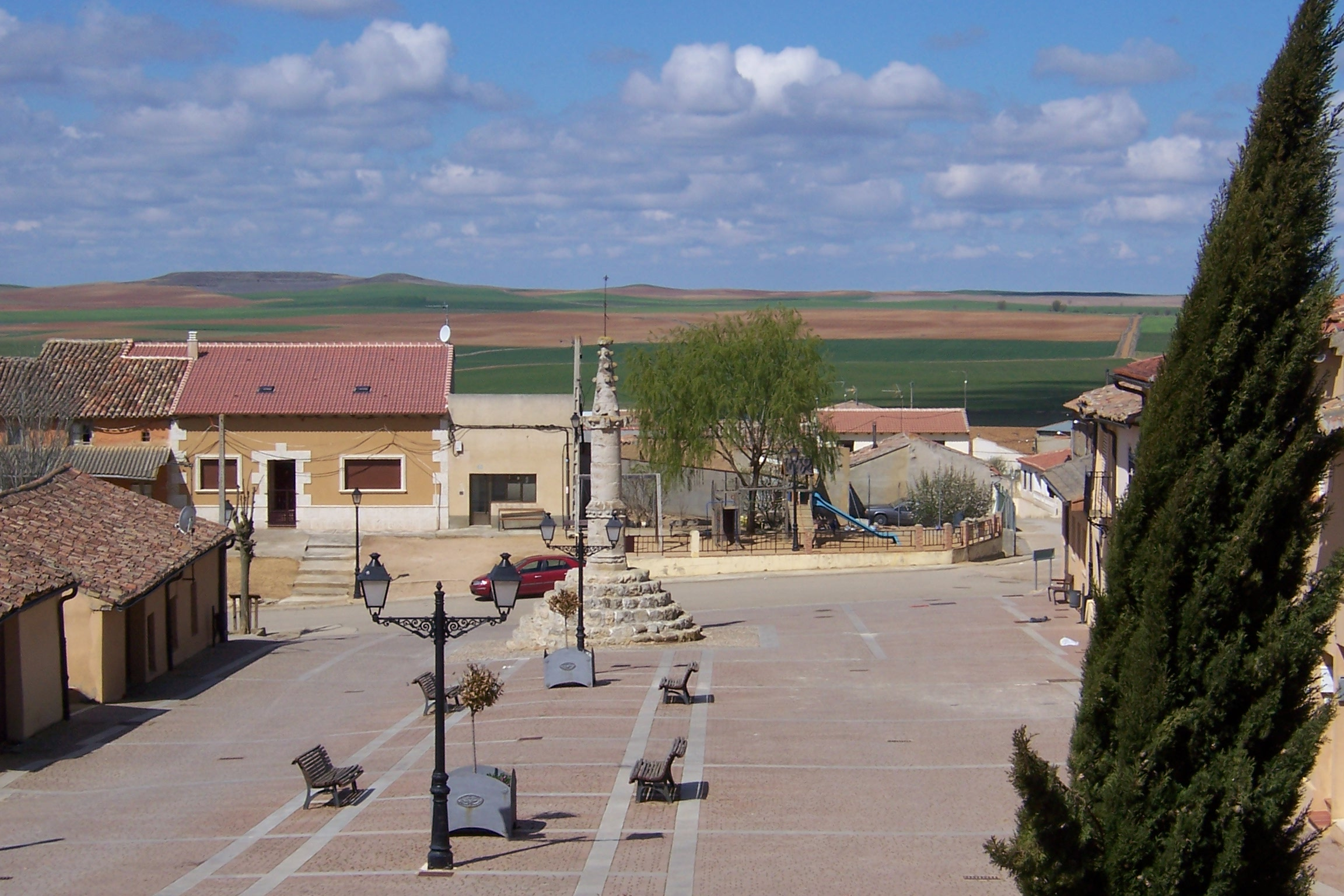
Place du Marché, avec le Rollo de Justicia.
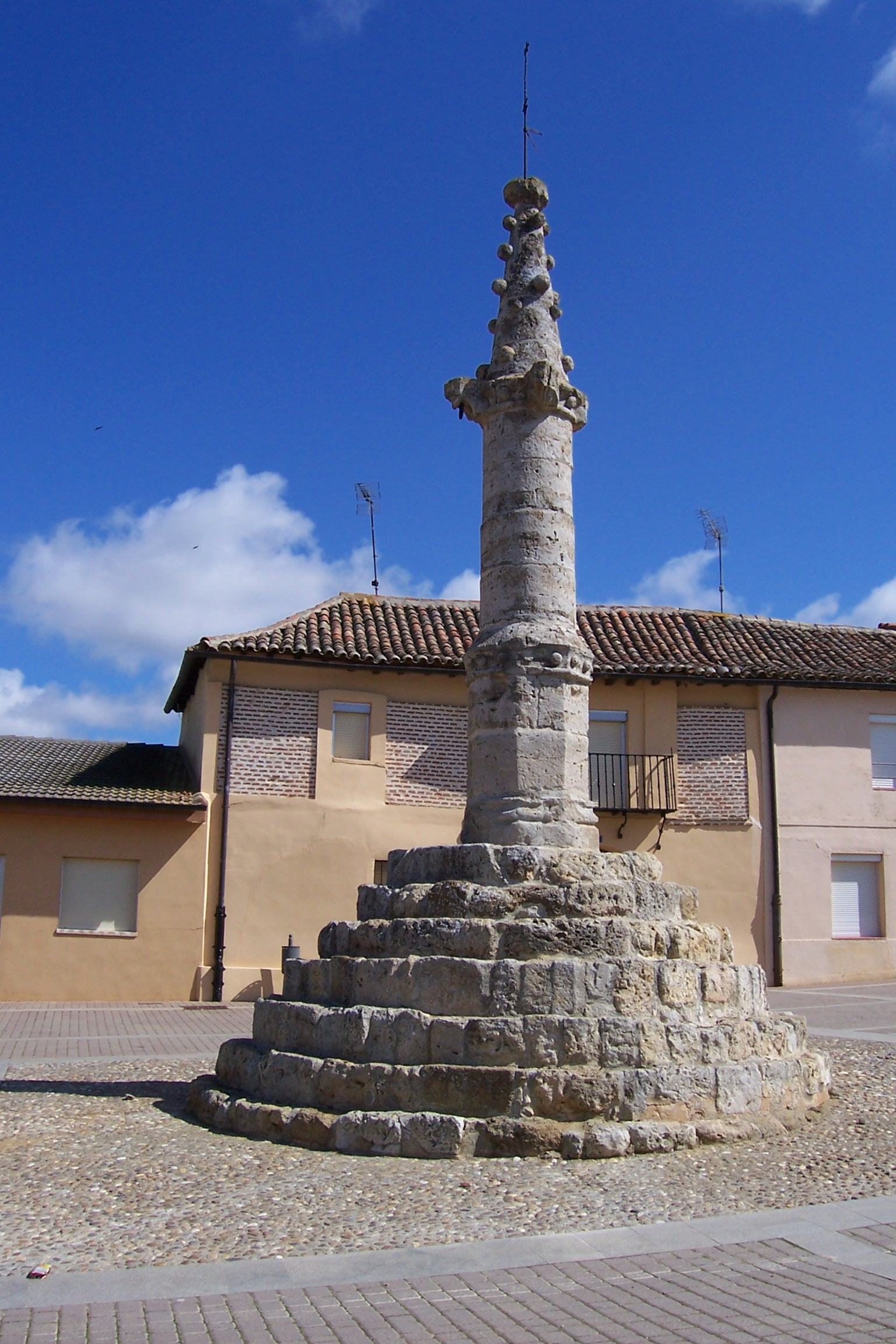
Rollo de Justicia.
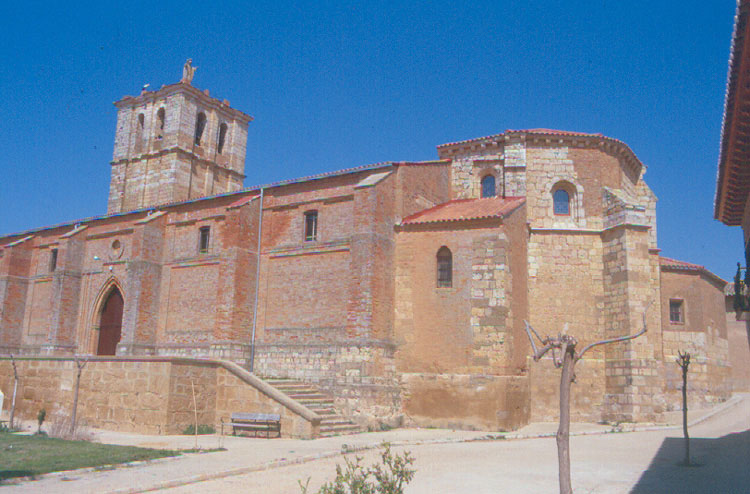
Église Santa María. (photo Fondation Joaquín Díaz).
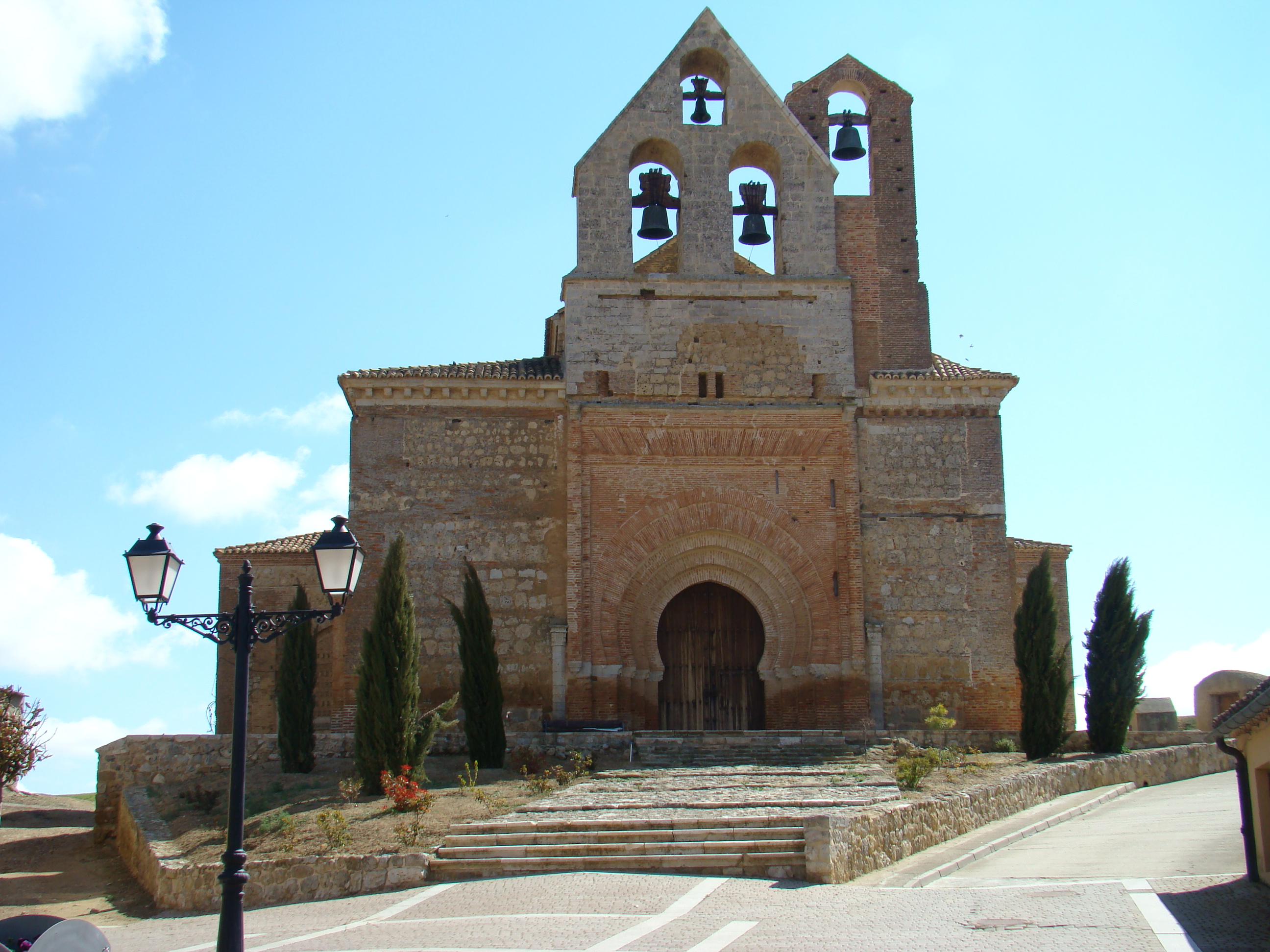
Église San Andrés (es).